# Sculpture at Schönthal

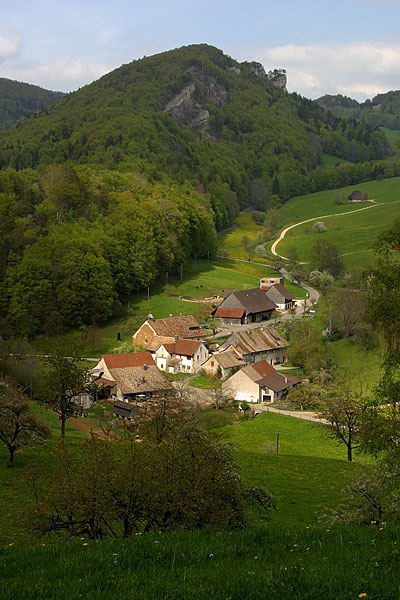
Schönthal, Langenbruck

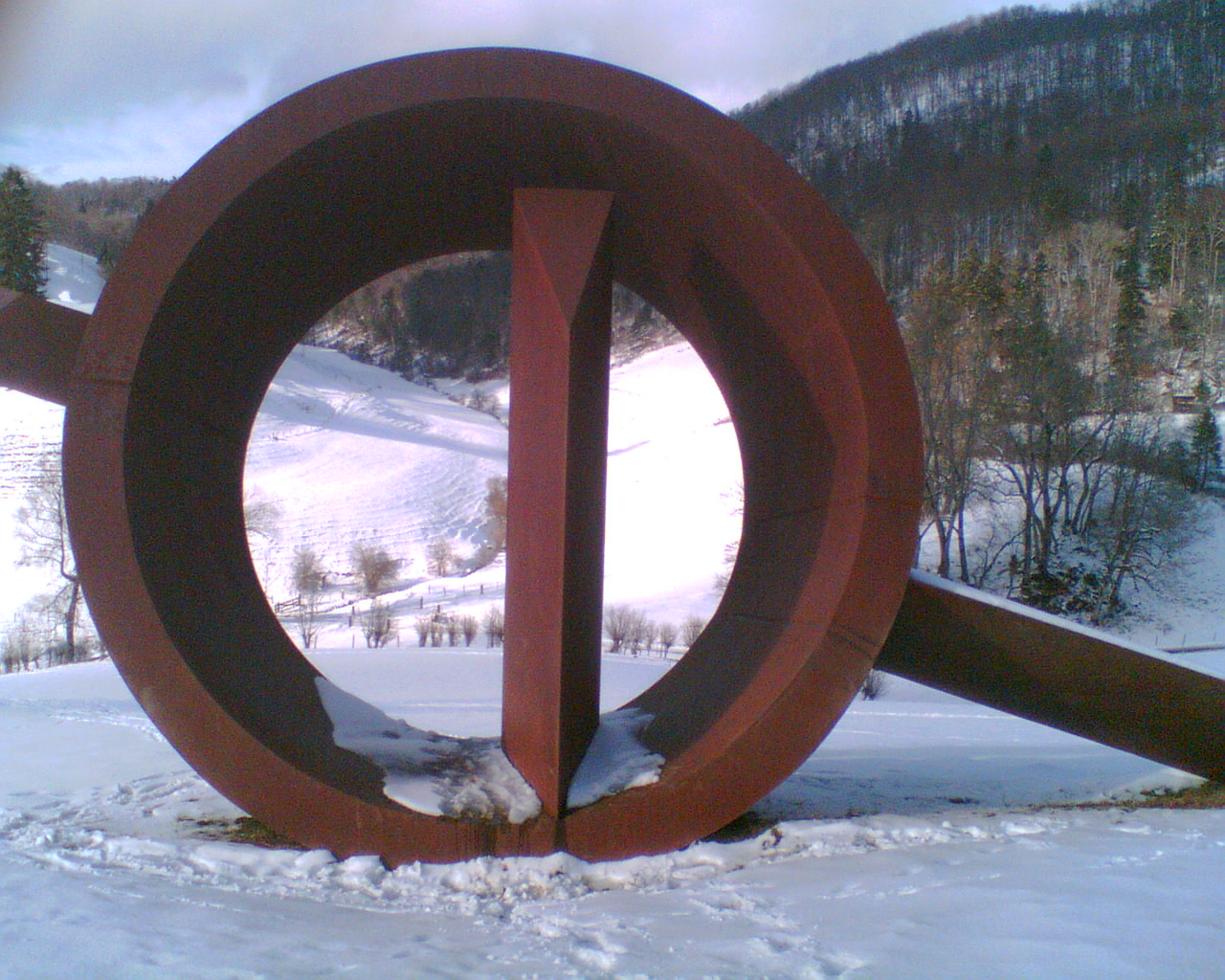
Soglio (1994) van Nigel Hall

Sculpture at Schönthal is een stichting die een beeldenpark  beheert en zich presenteert met de leuze "Kunst und Natur im Dialog". Inderdaad kunnen de bezoekers van het dorp Schönthal bij Langenbruck in Zwitserland cultuur en de natuur in een bijzondere samenhang, een dialoog zien en beleven. Centraal gelegen is het voormalige klooster midden in de ongerepte natuur. De kloosterkerk werd rond het jaar 1140 gebouwd en van 1900 tot 2000 in stijl gerenoveerd. De historische hoofd- en bijgebouwen dienen als culturele ontmoetingsplaats met een kunstgalerie (wisseltentoonstellingen) en een seminarhotel.

## Landschap en natuur
Het landschap rond het voormalige klooster is typisch voor de Zwitserse Jura en biedt in ieder jaargetijde een andere aanblik. De bezoekers kunnen wandelroutes volgen, met het klooster als uitgangspunt, die in alle richtingen leiden: over heuvels, door bossen en over grazige weiden.

## Sculpturen en kunstenaars
Een rij bekende beeldhouwers, waaronder meerdere land art-kunstenaars heeft dit landschap ontdekt en beeldhouwwerken op subtiele wijze met de natuur geïntegreerd. In het beeldenpark zijn werken te zien van gerenommeerde Zwitserse en internationale beeldhouwers zoals:
- Ilan Averbuch: Silent Seas (1992) en Whispers (1993)
- Hamish Black: YP1 (1998)
- Tony Cragg: Jurassic Landscape (1986)
- Ian Hamilton Finlay: Marker Stone (Achtung Wilde Blumen) (2000)
- Nigel Hall: Soglio (1994) en Spring (2001)
- Nicola Hicks: Recovered Memory (1996/97) en Chrouching Minotaur (2003)
- Hans Josephsohn: Halbfigur (1988/89) en Liegende (2004)
- Miriam Cahn: Brutalitätenskulptur (2007/08)
- Peter Kamm: Metamorphose (2000), Eifel (2000) en Five Stones (2000)
- Richard Long: Cowshed Ellipse (2008) en Yellow Mud on Wall (2008)
- Peter Nagel: Planet der Schweine (2001)
- David Nash: Two Charred Vessels (1997), Threshold Column (1998), 46 Charred Steps (2000) en Twisted Oak (bruikleen)
- Ulrich Rückriem: Tempel (1987)
- Harry Schaffer: Frames (2009)
- Roman Signer: Installation (2000)
- Kurt Sigrist: Understand (1986)
- Erwin Wortelkamp: Weissweid Buche (2002)

Op een lage heuvel, met een mooi uitzichtpunt, staat het van verre zichtbare, 8 meter hoge beeld Soglio van Nigel Hall.

## Fotogalerij

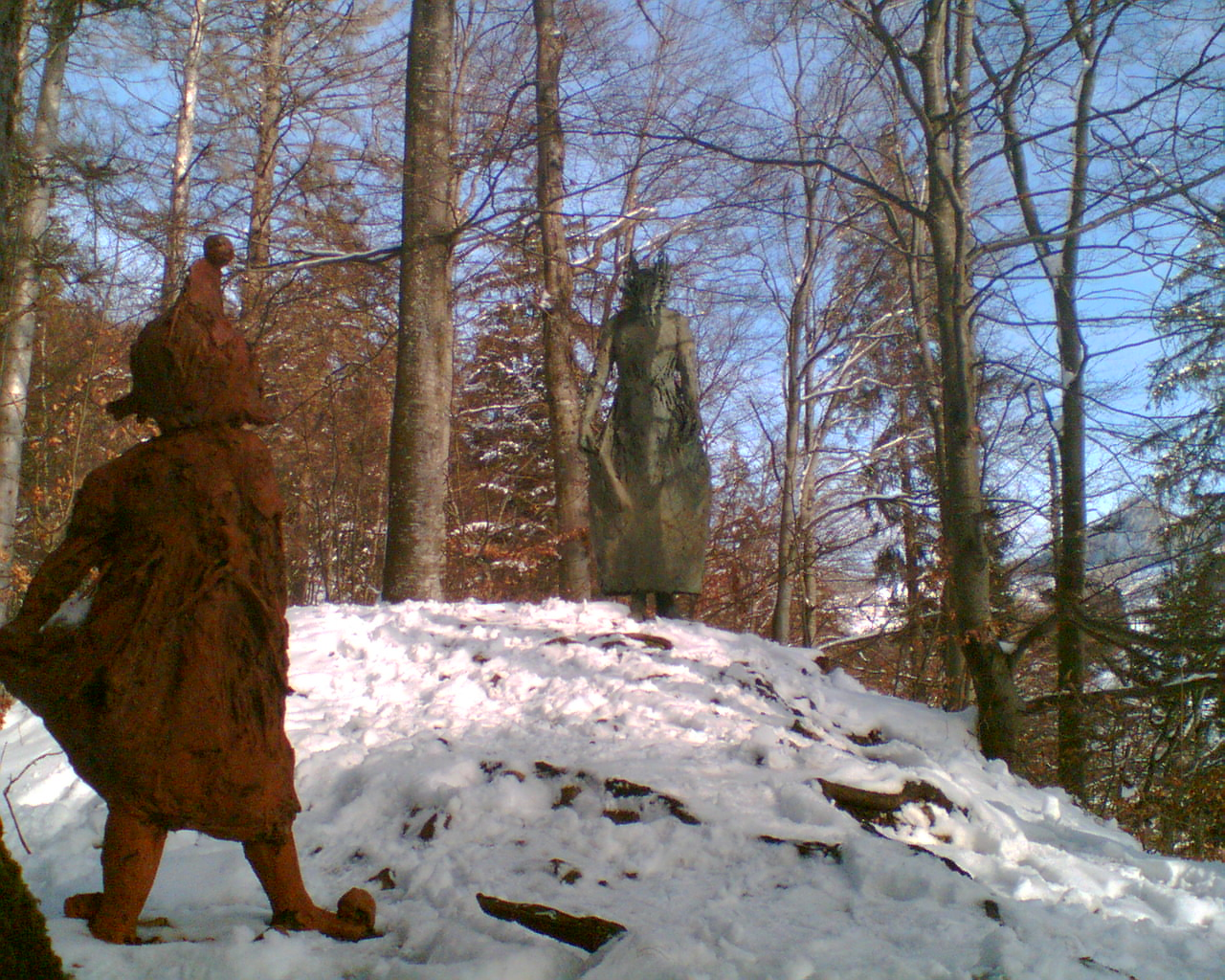
Recovered Memory (1996/97) van Nicola Hicks
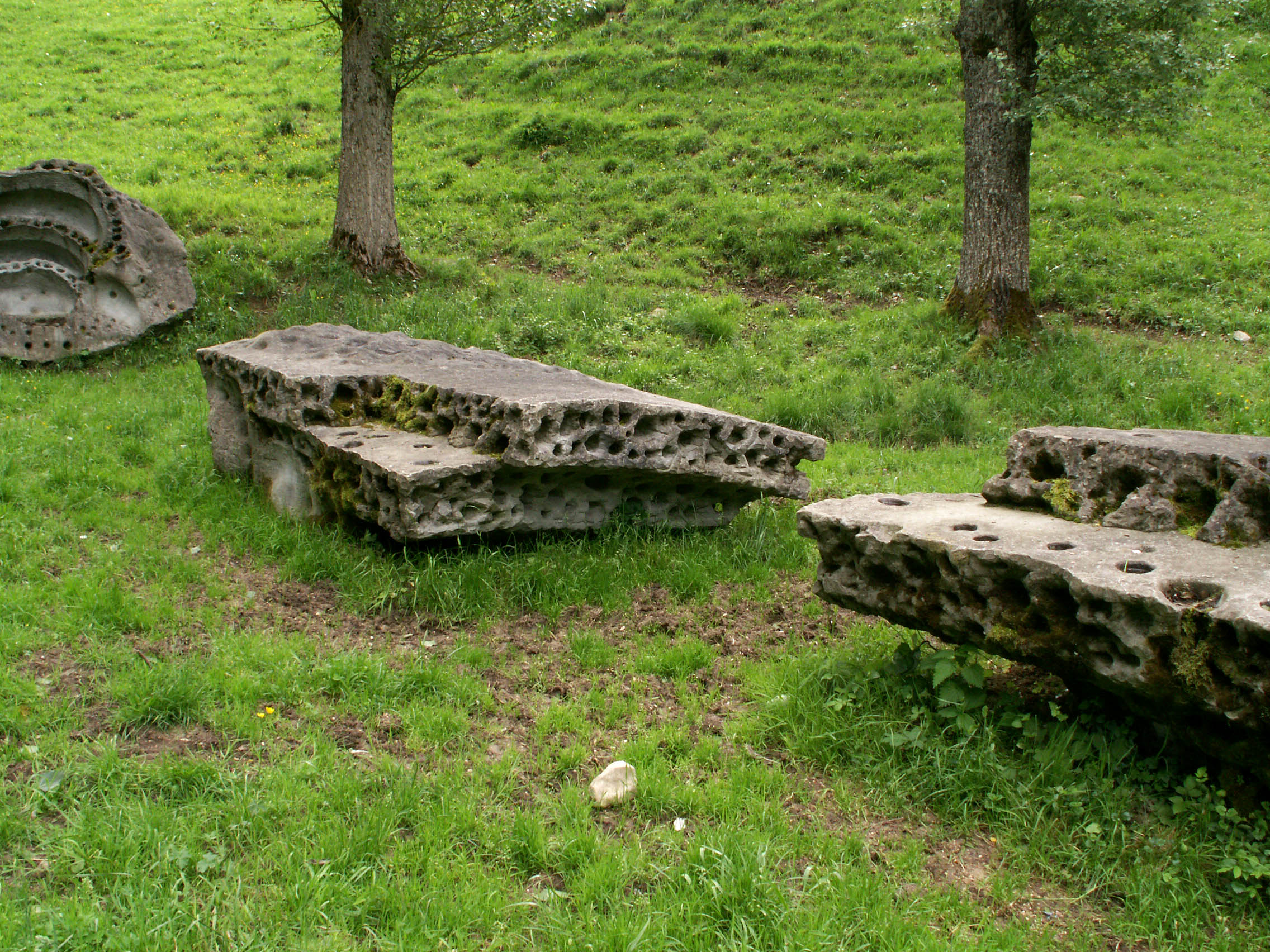
5 Stones (2000) van Peter Kamm
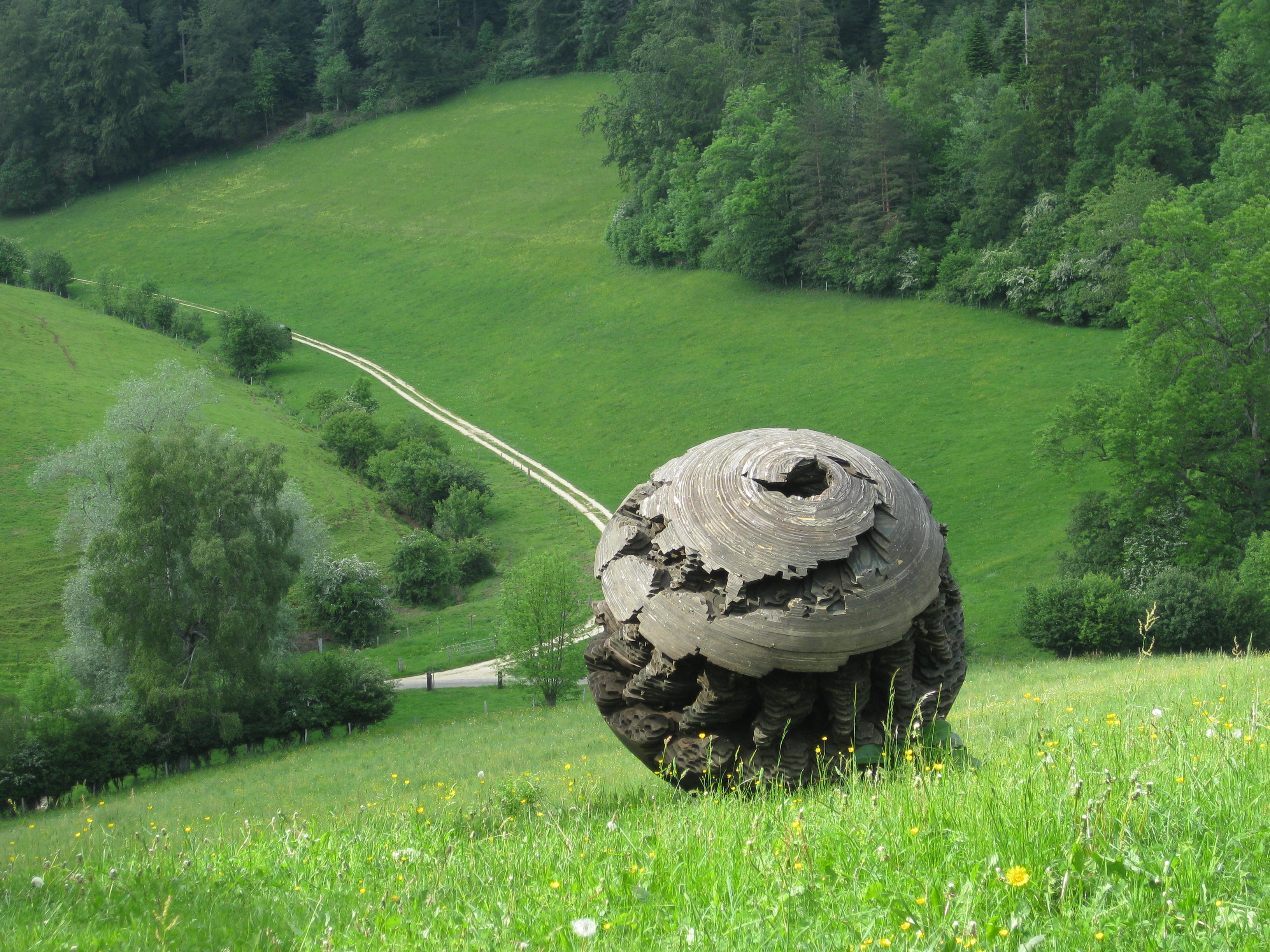
Planet der Schweine (2001) van Peter Nagel
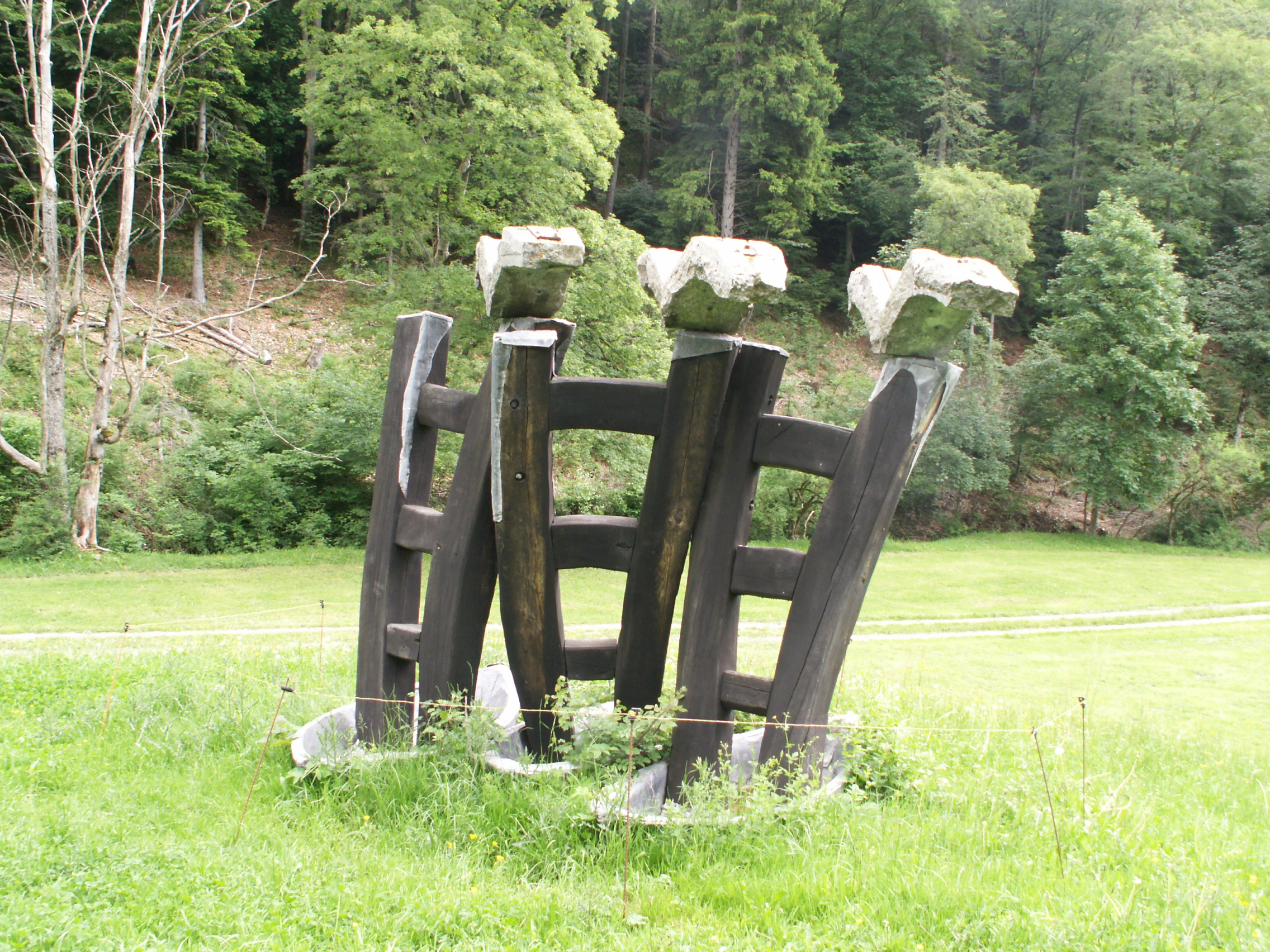
Silent Seas (1992) van Ilan Averbuch